# کبوتر میوه‌خوار راپا
میوه‌خوار راپا (به انگلیسی: Rapa fruit-dove)، نام کبوتری با کاکُل سرخابی از سردهٔ کبوتر میوه‌خوار است. در سال ۲۰۲۰ میلادی، تنها ۱۶۰ عدد از این پرنده باقی‌مانده بود و از این روی این کبوتر در فهرست گونه‌های در معرض انقراض قرار گرفته‌است. این پرنده در سال ۱۸۷۴ میلادی، توسط اتو فینش توصیف علمی شد.
سکونت‌گاه این پرنده، جزیرهٔ راپا (en) در پلی‌نِزی فرانسه است. از موش صحرایی پولینزی و گربه‌های وحشی به عنوان دشمنان این پرنده یاد می‌شود. خرید و یا فروش این پرنده ممنوع است. 